# Noord-Korea op de Olympische Zomerspelen 1972
Noord-Korea debuteerde op de Olympische Zomerspelen tijdens de Olympische Zomerspelen 1972 in München, West-Duitsland. Tijdens het debuut werden vijf medailles gehaald waaronder een keer goud en een keer zilver.

## Medailleoverzicht
| Sport       | Olympiër | Discipline            | Medaille |
| ----------- | --- | --------------------- | -------- |
| Schietsport | Li Ho Jun | 50m liggend geweer    | Goud     |
| Boksen      | Kim U-Gil | -48kg (m)             | Zilver   |
| Judo        | Kim Yong-ik | -63kg (m)             | Brons    |
| Volleybal   | Chun Ok Ri Myong Suk Kim Jung Bok Kim Ok Sun Kang Un Ja Kim Hye Suk Hwang Ok Rim Chang Myong Suk Paek Chun Ja Ryom Su Dae Kim Ok Jin Chong | vrouwen               | Brons    |
| Worstelen   | Gwong Hyong Kim | -52kg vrije stijl (m) | Brons    |

## Deelnemers en resultaten

### Atletiek
| Olympiër      | Discipline      | Resultaat | Prestatie |
| ------------- | --------------- | --------- | --------- |
| Kim Chang-Son | marathon (m)    | 37e       | 2:26.45   |
| Ryu Man-Hyong | marathon (m)    | 49e       | 2:32.29   |
| Kim Chang-Son | verspringen (m) | 37e       | 2:26.45   |

### Boksen
| Olympiër    | Discipline | Resultaat | Prestatie |
| ----------- | ---------- | --------- | --- |
| Kim U-Gil   | -48kg (m)  | Zilver    | 1ste ronde: W van TAN Selemani: knock-out 2de ronde: W van KOR Lee: 4-1 kwartfinale: W van UGA Odwori: knock-out halve finale: W van ESP Rodríguez: 3-2 finale: V van HUN Gedó: 0-5 |
| Kim Jong-Ik | -54kg (m)  | 9e        | 1ste ronde: vrij 2de ronde: W van BRA Vasconselos: 4-1 3de ronde: V van KEN Nderu: 1-4                                                                                              |

### Boogschieten
| Olympiër      | Discipline      | Resultaat | Prestatie                                                                             |
| ------------- | --------------- | --------- | ------------------------------------------------------------------------------------- |
| Kim Ho-Gyu    | individueel (v) | 7e        | 1ste ronde: 6de met 1195 punten 2de ronde: 11de met 1174 punten totaal: 2369 punten   |
| Kim Hyang-Min | individueel (v) | 20e       | 1ste ronde: 16de met 1157 punten 2de ronde: 25ste met 1118 punten totaal: 2275 punten |
| Ju Chun-Sam   | individueel (v) | 12e       | 1ste ronde: 11de met 1179 punten 2de ronde: 12de met 1170 punten totaal: 2349 punten  |

### Gewichtheffen
| Olympiër      | Discipline | Resultaat | Prestatie                                                                            |
| ------------- | ---------- | --------- | ------------------------------------------------------------------------------------ |
| Pak Dong-Geun | -52kg (m)  | 6e        | duwen: 8ste met 97,5kg trekken: 10de met 90kg stoten: 1ste met 130kg totaal: 317,5kg |

### Judo
| Olympiër    | Discipline | Resultaat | Prestatie |
| ----------- | ---------- | --------- | --- |
| Kim Yong-Ik | -63kg (m)  | Brons     | 1ste ronde: V van FRA Mounier: yusei-gachi herkansingen: W van GBR Mullen: yusei-gachi herkansingen 2: W van HUN Szabó: waza-ari herkansingen 3: W van CUB Rodríguez: uchi-mata halve finale: V van JPN Kawaguchi: yoko-shiho |

### Roeien
| Olympiër                                       | Discipline      | Resultaat | Prestatie                                            |
| ---------------------------------------------- | --------------- | --------- | ---------------------------------------------------- |
| Ri Jong-hui Li Jong-un                         | twee-zonder (m) | 17e       | serie 3: 5de in 8.04,91 herkansingen: 4de in 7.56,42 |
| Kim Ki-tae Ham Il-nyon Kim Un-son Hong Song-su | vier-zonder (m) | 19e       | serie 1: 5de in 7.10,57 herkansingen: 4de in 7.18,30 |

### Schietsport
| Olympiër     | Discipline              | Resultaat | Prestatie                                 |
| ------------ | ----------------------- | --------- | ----------------------------------------- |
| Li Yun-hae   | 50m geweer 3 houdingen  | 27e       | 1134 punten: (397-352-385)                |
| Ri Ho-jun    | 50m geweer 3 houdingen  | 9e        | 1147 punten: (396-367-384)                |
| Li Yun-hae   | 50m geweer liggend      | 58e       | 589 punten: (98-98-95-100-99-99)          |
| Ri Ho-jun    | 50m geweer liggend      | Goud      | 599 punten: (99-100-100-100-100-100) (WR) |
| Li Yun-hae   | 300m geweer 3 houdingen | 15e       | 1137 punten: (391-373-373)                |
| Ri Ho-jun    | 300m geweer 3 houdingen | 17e       | 1133 punten: (392-361-380)                |
| Kim Song-bok | 50m bewegend doel       | 20e       | 536 punten: (268-268)                     |

### Turnen
| Olympiër                                                                   | Discipline               | Resultaat | Prestatie                                                              |
| -------------------------------------------------------------------------- | ------------------------ | --------- | ---------------------------------------------------------------------- |
| Ho Yun-Hang                                                                | brug (m)                 | 47e       | kwalificatie: 47ste met 18,10 punten                                   |
| Jo Jong-Ryol                                                               | brug (m)                 | 63e       | kwalificatie: 63ste met 17,80 punten                                   |
| Kim Song-Il                                                                | brug (m)                 | 32e       | kwalificatie: 32ste met 17,35 punten                                   |
| Kim Song-Yu                                                                | brug (m)                 | 27e       | kwalificatie: 27ste met 18,45 punten                                   |
| Li Song-Sob                                                                | brug (m)                 | 22e       | kwalificatie: 22ste met 18,55 punten                                   |
| Shin Heung-Do                                                              | brug (m)                 | 56e       | kwalificatie: 56ste met 17,95 punten                                   |
| Ho Yun-Hang                                                                | paard voltige (m)        | 33e       | kwalificatie: 54ste met 17,55 punten                                   |
| Jo Jong-Ryol                                                               | paard voltige (m)        | 66e       | kwalificatie: 66ste met 17,15 punten                                   |
| Kim Song-Il                                                                | paard voltige (m)        | 55e       | kwalificatie: 55ste met 17,50 punten                                   |
| Kim Song-Yu                                                                | paard voltige (m)        | 26e       | kwalificatie: 45ste met 17,70 punten                                   |
| Li Song-Sob                                                                | paard voltige (m)        | 34e       | kwalificatie: 34ste met 17,90 punten                                   |
| Shin Heung-Do                                                              | paard voltige (m)        | 59e       | kwalificatie: 59ste met 17,40 punten                                   |
| Ho Yun-Hang                                                                | rekstok (m)              | 71e       | kwalificatie: 71ste met 17,40 punten                                   |
| Jo Jong-Ryol                                                               | rekstok (m)              | 60e       | kwalificatie: 60ste met 17,60 punten                                   |
| Kim Song-Il                                                                | rekstok (m)              | 21e       | kwalificatie: 21ste met 18,45 punten                                   |
| Kim Song-Yu                                                                | rekstok (m)              | 26e       | kwalificatie: 26ste met 18,40 punten                                   |
| Li Song-Sob                                                                | rekstok (m)              | 14e       | kwalificatie: 14de met 18,80 punten                                    |
| Shin Heung-Do                                                              | rekstok (m)              | 50e       | kwalificatie: 50ste met 17,75 punten                                   |
| Ho Yun-Hang                                                                | ringen (m)               | 33e       | kwalificatie: 33ste met 18,10 punten                                   |
| Jo Jong-Ryol                                                               | ringen (m)               | 41e       | kwalificatie: 41ste met 17,95 punten                                   |
| Kim Song-Il                                                                | ringen (m)               | 49e       | kwalificatie: 49ste met 17,70 punten                                   |
| Kim Song-Yu                                                                | ringen (m)               | 26e       | kwalificatie: 26ste met 18,35 punten                                   |
| Li Song-Sob                                                                | ringen (m)               | 22e       | kwalificatie: 22ste met 18,40 punten                                   |
| Shin Heung-Do                                                              | ringen (m)               | 8e        | kwalificatie: 8ste met 18,95 punten                                    |
| Ho Yun-Hang                                                                | sprong (m)               | 71e       | kwalificatie: 71ste met 17,90 punten                                   |
| Jo Jong-Ryol                                                               | sprong (m)               | 79e       | kwalificatie: 79ste met 17,80 punten                                   |
| Kim Song-Il                                                                | sprong (m)               | 79e       | kwalificatie: 79ste met 17,80 punten                                   |
| Kim Song-Yu                                                                | sprong (m)               | 52e       | kwalificatie: 52ste met 18,05 punten                                   |
| Li Song-Sob                                                                | sprong (m)               | 23e       | kwalificatie: 23ste met 18,40 punten                                   |
| Shin Heung-Do                                                              | sprong (m)               | 64e       | kwalificatie: 64ste met 17,94 punten                                   |
| Ho Yun-Hang                                                                | vloer (m)                | 63e       | kwalificatie: 63ste met 17,40 punten                                   |
| Jo Jong-Ryol                                                               | vloer (m)                | 42e       | kwalificatie: 42ste met 17,85 punten                                   |
| Kim Song-Il                                                                | vloer (m)                | 19e       | kwalificatie: 19de met 18,45 punten                                    |
| Kim Song-Yu                                                                | vloer (m)                | 16e       | kwalificatie: 16de met 18,50 punten                                    |
| Li Song-Sob                                                                | vloer (m)                | 12e       | kwalificatie: 12de met 18,70 punten                                    |
| Shin Heung-Do                                                              | vloer (m)                | 48e       | kwalificatie: 48ste met 17,75 punten                                   |
| Ho Yun-Hang                                                                | individuele meerkamp (m) | 48e       | kwalificatie: 48ste met 106,45 punten                                  |
| Jo Jong-Ryol                                                               | individuele meerkamp (m) | 54e       | kwalificatie: 54ste met 106,15 punten                                  |
| Kim Song-Il                                                                | individuele meerkamp (m) | 27e       | kwalificatie: 33ste met 108,25 punten finale: 27ste met 109,475 punten |
| Kim Song-Yu                                                                | individuele meerkamp (m) | 30e       | kwalificatie: 26ste met 109,45 punten finale: 30ste met 109,125 punten |
| Li Song-Sob                                                                | individuele meerkamp (m) | 13e       | kwalificatie: 17de met 110,75 punten finale: 13de met 111,375 punten   |
| Shin Heung-Do                                                              | individuele meerkamp (m) | 38e       | kwalificatie: 38ste met 107,75 punten                                  |
| Li Song-Sob Kim Song-Yu Kim Song-Il Shin Heung-Do Ho Yun-Hang Jo Jong-Ryol | meerkamp team (m)        | 6e        | 545,05 punten                                                          |

### Volleybal
| Olympiër | Discipline | Resultaat | Prestatie |
| --- | ---------- | --------- | --- |
| Chun Ok Ri Myong Suk Kim Jung Bok Kim Ok Sun Kang Un Ja Kim Hye Suk Hwang Ok Rim Chang Myong Suk Paek Chun Ja Ryom Su Dae Kim Ok Jin Chong | vrouwen    | Brons     | groep B: 2de W van Cuba: 3-0 (15-1, 15-8, 15-3) W van Tsjecho-Slowakije: 3-0 (15-3, 15-7, 15-8) V van Japan: 0-3 (3-15, 2-15, 14-16) halve finale: V van Sovjet-Unie: 1-3 (10-15, 14-16, 15-7, 8-15) bronzen finale: W van Zuid-Korea: 3-0 (15-7, 15-9, 15-9) |

| Groep B |                   |             |             |             |             |             |             |        |        |        |        |
| #       | Land              | Wedstrijden | Wedstrijden | Wedstrijden | Wedstrijden | Wedstrijden | Wedstrijden | Punten | Punten | Punten | Punten |
| #       | Land              | G           | W           | V           | SW          | SV          | SR          | SPW    | SPL    | Saldo  | Punten |
| 1       | Japan             | 3           | 3           | 0           | 9           | 0           | +9          | 136    | 56     | +80    | 6      |
| 2       | Noord-Korea       | 3           | 2           | 1           | 6           | 3           | +3          | 119    | 76     | +43    | 5      |
| 3       | Cuba              | 3           | 1           | 2           | 3           | 7           | −4          | 73     | 140    | −67    | 4      |
| 4       | Tsjecho-Slowakije | 3           | 0           | 3           | 1           | 9           | −8          | 85     | 141    | −56    | 3      |

| Ronde          | Datum   | Plaats      | Land | Score       | Land |
| -------------- | ------- | ----------- | ---- | ----------- | ---- |
| Groepsfase     |         |             |      |             |      |
| 28 augustus    | München | Cuba        | 0-3  | Noord-Korea |      |
| 30 augustus    | München | Cuba        | 0-3  | Noord-Korea |      |
| 1 september    | München | Cuba        | 0-3  | Noord-Korea |      |
| Halve finale   |         |             |      |             |      |
| 3 september    | München | Sovjet-Unie | 0-3  | Noord-Korea |      |
| Bronzen finale |         |             |      |             |      |
| 7 september    | München | Zuid-Korea  | 0-3  | Noord-Korea |      |

### Worstelen
| Olympiër        | Discipline  | Resultaat   | Prestatie |
| Vrije stijl     | Vrije stijl | Vrije stijl | Vrije stijl |
| --------------- | ----------- | ----------- | --- |
| Jang Dok-Ryong  | -48kg (m)   | 9e          | 1ste ronde: V van GDR Möbius 2de ronde: W van IND Maruti 3de ronde: V van JPN Umeda |
| Kim Gwong-Hyong | -52kg (m)   | Brons       | 1ste ronde: V van ROU Ciarnău 2de ronde: W van MEX Martínez 3de ronde: W van HUN Gál 4de ronde: W van TUR Alan 5de ronde: W van CAN Bertie 6de ronde: vrij 7de ronde: V van URS Alakhverdiyev 8ste ronde: V van JPN Kato |

Afghanistan · Albanië · Algerije · Amerikaanse Maagdeneilanden · Argentinië · Australië · Bahama's · Barbados · België · Bermuda · Birma · Bolivia · Bondsrepubliek Duitsland · Brazilië · Brits-Honduras · Bulgarije · Canada · Ceylon · Chili · Colombia · Congo-Brazzaville · Costa Rica · Cuba · Dahomey · Denemarken · Dominicaanse Republiek · Duitse Democratische Republiek · Ecuador · Egypte · El Salvador · Ethiopië · Fiji · Filipijnen · Finland · Frankrijk · Gabon · Ghana · Griekenland · Groot-Brittannië · Guatemala · Guyana · Haïti · Hongarije · Hongkong · Ierland · IJsland · India · Indonesië · Iran · Israël · Italië · Ivoorkust · Jamaica · Japan · Joegoslavië · Kameroen · Kenia · Khmerrepubliek · Koeweit · Lesotho · Libanon · Liberia · Liechtenstein · Luxemburg · Madagaskar · Malawi · Maleisië · Mali · Malta · Marokko · Mexico · Monaco · Mongolië · Nederland · Nederlandse Antillen · Nepal · Nicaragua · Nieuw-Zeeland · Niger · Nigeria · Noord-Korea · Noorwegen · Oeganda · Oostenrijk · Opper-Volta · Pakistan · Panama · Paraguay · Peru · Polen · Portugal · Puerto Rico · Roemenië · San Marino · Saoedi-Arabië · Senegal · Singapore · Soedan · Somalië · Sovjet-Unie · Spanje · Suriname · Swaziland · Syrië · Taiwan · Tanzania · Thailand · Togo · Trinidad en Tobago · Tsjaad · Tsjecho-Slowakije · Tunesië · Turkije · Uruguay · Venezuela · Verenigde Staten · Vietnam · Zambia · Zuid-Korea · Zweden · Zwitserland